# Robert du meilleur acteur
Le Robert du meilleur acteur est une récompense de cinéma danoise récompensant le meilleur acteur dans un rôle principal lors des Roberts.

## Palmarès
| Année | Acteur               | Film                             |
| ----- | -------------------- | -------------------------------- |
| 1984  | Jesper Klein         | La Belle et la Bête              |
| 1985  | Lars Simonsen        | Tro, håb og kærlighed            |
| 1986  | Reine Brynolfsson    | Ofelia kommer til byen           |
| 1987  | Torben Jensen        | Cœurs flambés                    |
| 1988  | Max von Sydow        | Pelle le Conquérant              |
| 1989  | Börje Ahlstedt       | L'Ombre d'Emma                   |
| 1990  | Frits Helmuth        | Notre dernière valse             |
| 1991  | Tommy Kenter         | Lad isbjørnene danse             |
| 1992  | Ole Lemmeke          | De nøgne træer                   |
| 1993  | Søren Østergaard     | Kærlighedens smerte              |
| 1994  | Frits Helmuth        | Det forsømte forår               |
| 1995  | Ernst-Hugo Järegård  | L'Hôpital et ses fantômes        |
| 1996  | Ulf Pilgaard         | Farligt venskab                  |
| 1997  | Thomas Bo Larsen     | Les Héros                        |
| 1998  | Lars Simonsen        | Barbara                          |
| 1999  | Ulrich Thomsen       | Festen                           |
| 2000  | Niels Olsen          | Den eneste ene                   |
| 2001  | Jesper Christensen   | The Bench (Bænken)               |
| 2002  | Nikolaj Lie Kaas     | Et rigtigt menneske              |
| 2003  | Jens Albinus         | At kende sandheden               |
| 2004  | Ulrich Thomsen       | Arven                            |
| 2005  | Mads Mikkelsen       | Pusher 2 : Du sang sur les mains |
| 2006  | Troels Lyby          | Anklaget                         |
| 2007  | David Dencik         | Soap                             |
| 2008  | Lars Brygmann        | Hvid nat                         |
| 2009  | Jakob Cedergren      | Frygtelig lykkelig               |
| 2010  | Lars Mikkelsen       | Headhunter                       |
| 2011  | Pilou Asbæk          | R                                |
| 2012  | Nikolaj Lie Kaas     | Dirch                            |
| 2013  | Søren Malling        | Hijacking                        |
| 2014  | Mads Mikkelsen       | La Chasse                        |
| 2015  | Henrik Birch         | Klumpfisken                      |
| 2016  | Ulrich Thomsen       | Sommeren '92                     |
| 2017  | Søren Malling        | Forældre (Parents)               |
| 2018  | Elliott Crosset Hove | Winter Brothers                  |
| 2019  | Jakob Cedergren      | The Guilty                       |
| 2020  | Esben Smed           | Ser du månen, Daniel             |
| 2021  | Mads Mikkelsen       | Drunk                            |
| 2022  | Simon Bennebjerg     | Pagten                           |